# Lithophane itata
Lithophane itata är en fjärilsart som beskrevs av Smith 1899. Lithophane itata ingår i släktet Lithophane och familjen nattflyn. Inga underarter finns listade i Catalogue of Life.